# Composé de l'ion plomb
 (mars 2008).
Le cation Pb2+ fait partie du premier groupe de cations dans le schéma d'analyse qualitative.

## Le système plomb-oxygène
L'oxyde de Pb dérivé du Pb+2 a deux formes cristallines :
- une forme orthorhombique : le massicot jaune
- une forme quadratique : la litharge rouge

Le minium Pb3O4 dont la couleur peut varier avec le rapport {\displaystyle n\quad =\quad {\frac {[O]}{[Pb]}}}
- Si n = 1,33, la teinte est orangée et nous avons  Pb3O4, ou PbO22PbO.
- Lorsque n augmente, la couleur devient plus foncée jusqu'à la  limite de n=1,54

L'oxyde de plomb (PbO2) correspond à l'état d'oxydation IV du plomb.

## Les composés du plomb II
Les bases fortes forment avec le cation Pb2+ un précipité blanc d'hydroxyde de plomb  ou acide plombeux qui est insoluble dans l'ammoniac :
Pb2+ + 2 NaOH → 2 Na+ + Pb(OH)2↓
L'acide plombeux réagit avec un excès d'hydroxyde de sodium pour former du plombite de sodium soluble.
H2PbO2 + 2 NaOH → Na2PbO2↓ + 2 H2O.
Les chlorures précipitent le chlorure de plomb :
Pb2+ + 2 Cl− → PbCl2↓
Ce précipité est soluble dans l'eau chaude ce qui permet de séparer les cations plomb(II) et argent.
| Solubilité en g par 100 g d'eau | Solubilité en g par 100 g d'eau | Solubilité en g par 100 g d'eau | Solubilité en g par 100 g d'eau | Solubilité en g par 100 g d'eau | Solubilité en g par 100 g d'eau | Solubilité en g par 100 g d'eau | Solubilité en g par 100 g d'eau | Solubilité en g par 100 g d'eau | Solubilité en g par 100 g d'eau |
| ------------------------------- | ------------------------------- | ------------------------------- | ------------------------------- | ------------------------------- | ------------------------------- | ------------------------------- | ------------------------------- | ------------------------------- | ------------------------------- |
| Température                     | 0                               | 10                              | 20                              | 30                              | 40                              | 50                              | 60                              | 80                              | 100                             |
| AgCl                            | -                               | 0,000088                        | 0,00015                         | -                               | -                               | 0,0005                          | -                               | -                               | 0,002                           |
| PbCl2                           | 0,6728                          | -                               | 0,99                            | 1,2                             | 1,45                            | 1,7                             | 1,98                            | 2,62                            | 3,34                            |

L'acide sulfurique précipite le cation Pb2+ en sulfate de plomb(II) blanc :
Pb2+ + SO42− → PbSO4↓
Ce précipité se dissout dans les bases fortes à chaud formant des plombites :
PbSO4 + 4 NaOH → Na2PbO2 + Na2SO4 + 2 H2O.
La présence de HCl ou de HNO3 augmente la solubilité de PbSO4 par formation de l'anion HSO4− selon la réaction :
2 PbSO4 + 2 HNO3 → Pb(HSO4)2 + Pb(NO3)2.
Les chromates et bichromates forment un chromate de plomb(II) jaune très peu soluble dans l'eau, soluble dans les bases fortes, insoluble dans l'ammoniac et l'acide acétique :
Pb2+ + CrO42− → PbCrO4↓.
2 Pb2+ + Cr2O72− + H2O → 2 PbCrO4↓ + H+.
Les iodures forment avec le cation plomb le précipité jaune d'iodure de plomb(II)
Pb2+ + 2 I− → PbI2↓.
L'ion hydrogénophosphate HPO4-2 donne avec l'ion Pb2+ un précipité blanc de phosphate de plomb :
3 Pb2+ + 4 HPO42− → Pb3(PO4)2↓ + 2 H2PO4−.
Le peroxyde d'hydrogène oxyde l'hydroxyde de plomb en dioxyde de plomb PbO2 de couleur brune :
Pb(OH)2 + H2O2 → PbO2 + 2 H2O.
Le sulfure PbS se forme sous l’action de H2S sur une solution de Pb2+

## Les composés du plomb IV
Dérivés organoplombiques :
- plomb tétraéthyle obtenu par l’action du chloroéthane sur l’alliage Pb-Na

4 Pb−Na + 4 C2H5Cl → Pb(C2H5)4 + 4 NaCl + 3 Pb.
- Le plomb tétraméthyle

Halogénures :
- Le tétrachlorure de plomb PbCl4 est très instable et se décompose :

PbCl4 → PbCl2 + Cl2.
Acétate : l’attaque de Pb3O4 par l’acide acétique suivie d’une oxydation par le chlore donne le tétraacétate de plomb de couleur rouge selon les réactions :
Pb3O4 + 8 CH3COOH → Pb(CH3COO)4 + 2 Pb(CHCOO)2 + 4 H2O ;
2 Pb(CH3COO)2 + Cl2 → Pb(CH3COO)4 + PbCl2.